# 免疫表型分析
免疫表型分析（英語：Immunophenotyping）是一种利用抗体来识别和量化异质群体中特定细胞类型的技术，该技术可以根据蛋白质组合的存在与否，快速、轻松地对异质样本中的每个细胞进行表型分析。此技术通常和流式细胞术联合使用，被广泛用于流式细胞仪之中。